# 語林
《語林》，十卷，東晉裴启撰，品評東晉人物之名著。
《語林》為人所傳誦，當時形成「裴氏學」，刘孝标注引《裴氏家传》曰：“荣期少有风姿才气，好论古今人物，撰《语林》数卷，号曰《裴子》。”裴啟《語林》曾因不實記載謝安事，被謝安怨恨，書遂廢。刘义庆召集文人学士编纂《世说新语》时，就采录了《语林》中的条目六十四条，占总数三分之一强。《语林》和《郭子》佚文有与《世说》相同者，如“满奋”条，《语林》記載最為翔實，在《郭子》只介绍字號籍貫，《世说》中仅言“满奋畏风”而已。《语林》中满奋“屡顾看云母幌”一句，在《郭子》《世说》中均被删去，僅突顯“臣犹吴牛，见月而喘”之句。《语林》至隋朝亡佚。清人马国翰曾经辑佚了《语林》两卷。鲁迅曾辑佚《语林》，並定名为《裴子语林》，但內容却颇有疏舛。今有周楞伽辑本，共存一百八十五条。